# Sent Helitz e Saglan
Sent Helitz e Saglan (francès Saint-Élix-Séglan)) és un municipi del departament francès de l'Alta Garona, a la regió d'Occitània.